# جان آر. کورتیس
جان ریم کورتیس (زاده ۱۰ مه ۱۹۶۰) یک سیاستمدار آمریکایی است که از سال ۲۰۱۷ به عنوان نماینده ایالات متحده در ناحیه سوم کنگره یوتا خدمت می‌کند. کورتیس، یک جمهوری‌خواه، قبل از انتخابش به کنگره، از سال ۲۰۱۰ تا ۲۰۱۷ به عنوان شهردار پروو، یوتا مشغول به کار بود. در ۷ نوامبر ۲۰۱۷، وی پس از استعفای چافتز، در انتخابات ویژه ای برای جایگزینی جیسون چافتز در کنگره پیروز شد. او در سال‌های ۲۰۱۸، ۲۰۲۰ و ۲۰۲۲ مجدداً انتخاب شد. او نامزد جمهوری خواهان در انتخابات سنای ایالات متحده در سال ۲۰۲۴ در یوتا است.
کورتیس که یک دموکرات سابق بود، عموماً یک جمهوری‌خواه میانه‌رو در نظر گرفته می‌شود. او بنیانگذار گروه محافظه کار اقلیمی است و یکی از اعضای گروه حکومتی جمهوری‌خواه میانه‌رو است. کرتیس در جریان انتخابات مقدماتی جمهوری خواهان در سال ۲۰۲۴ از دونالد ترامپ حمایت نکرد